# Akira Kitaguchi
Akira Kitaguchi (北口 晃 Kitaguchi Akira?,  nacido el 8 de marzo de 1935 en Osaka) es un exfutbolista japonés que se desempeñaba como delantero.
Kitaguchi jugó 10 veces para la selección de fútbol de Japón entre 1958 y 1959. Kitaguchi fue elegido para integrar la selección nacional de Japón para los Juegos Olímpicos de Verano de 1956.

## Trayectoria

### Clubes
| Club              | País  | Año         |
| ----------------- | ----- | ----------- |
| Mitsubishi Motors | Japón | 1957 - 1966 |

### Selección nacional
| Selección | País  | Año         |
| --------- | ----- | ----------- |
| Absoluta  | Japón | 1958 - 1959 |

## Estadística de equipo nacional
| Selección de Japón | Selección de Japón | Selección de Japón |
| Año                | Part.              | Goles              |
| ------------------ | ------------------ | ------------------ |
| 1958               | 3                  | 1                  |
| 1959               | 7                  | 0                  |
| Total              | 10                 | 1                  |